# 阿尔文·汉密尔顿
弗朗西斯·阿尔文·乔治·汉密尔顿（1912年3月30日—2004年6月29日）是加拿大政治家。 汉密尔顿曾在1949年领导萨省进步保守党直至1957年选为联邦下议院议员。那次选举使加拿大联邦进步保守党在约翰迪芬贝克的领导下掌权。 1957年至1960年任北方事务和国家资源部长 （Minister of Northern Affairs and National Resoources)。他提出了北方发展的新愿景。 1960 年至 1963 年，他担任农业部长，推动小麦销往中国。 
他出生于安大略省肯诺拉， 1938 年获得萨斯喀彻温大学文学学士学位。二战期间，他在加拿大皇家空军担任领航员和飞行中尉。他被授予缅甸之星勋章。
战后，他在1945 年、 1949年和1953 年的选举中三度作为进步保守党候选人竞选加拿大下议院，但均未成功。 1957年哈密尔顿在选区 Qu'Appelle 成为议员，并且在 1958, 1962, 1963, 和 1965成功连任 。他在1968 年的联邦选举中参加了Regina East的选区，并以 192 票的优势输给了新民主党候选人。 1972年又当选选区 Qu'Appelle—Moose Mountain 的议员，并且在 1974, 1979, 1980, 和 1984连任当地选区议员 .他于 1988 年退休。
汉密尔顿于 1957 年至 1960 年担任迪芬贝克内阁的北方事务和国家资源部长，支持北方发展的新愿景。
从 1960 年到1963 年大选，当迪芬贝克政府被击败时，汉密尔顿担任农业部长，率先向中华人民共和国销售小麦。关键时刻，汉密尔顿不惜以辞去部长职务为代价支持中加小麦贸易，这一举动轰动了当时的政坛，极大地震动了时任总理的迪芬贝克和其他反对者，销售协议终于得以签署。加拿大将在三年内向中国提供了价值3.62亿美元的大小麦。加拿大也成为六十年代首个大规模向中国售卖粮食的北约国家，而且售价相当低廉。当时主管农业的副总理李先念后来说：“（这批粮食）用在了刀刃上，避免了京、津、沪、辽和重灾区粮食脱销的危险。完全用于弥补国内粮食收支缺口”。周恩来接见他时曾深情地说到：“三年的灾荒几乎粉碎了我们的‘热情’，我们没有朋友，而你们却卖给我们小麦，中国人民是不会忘记老朋友的”。今天加拿大驻华使馆的主会议室即以汉密尔顿的名字命名。
哈密尔顿是1967 年 PC 领导大会的候选人，在退出前曾进入第四轮投票。
1992年，汉密尔顿被伊丽莎白二世授予“ The Right Honorable ”荣誉称号，以表彰他为加拿大服务。对于没有担任加拿大总理、加拿大首席大法官或加拿大总督的人来说，这是一种难得的荣誉。
汉密尔顿 1988 年从政界退休后，他在渥太华地区的马诺蒂克镇过着相对隐蔽的生活，直到 2004 年去世。 2007年6月28日，位于萨斯喀彻温省里贾纳市中心新装修的加拿大政府大楼正式命名为弗朗西斯·阿尔文·乔治·汉密尔顿大楼。此外，加拿大驻华大使馆在北京的其中一间接待室被称为阿尔文汉密尔顿厅以纪念这位为中加关系做出杰出贡献，充满人道主义精神的政治家。

## 延伸閱讀
- Kyba, Patrick. . Regina: Canadian Plains Research Center. 1989. ISBN 978-0-88977-056-0. OCLC 21041688.
- Mitcham, Chad J., China's Economic Relations with the West and Japan: Grain, Trade and Diplomacy, 1949–79, Routledge, New York and London, 2005.
- Alvin Hamilton fonds at Library and Archives Canada.